# Parigi-Camembert 1992
La Parigi-Camembert 1992, cinquantatreesima edizione della corsa e valida come evento del circuito UCI categoria 1.3, si svolse il 21 aprile 1992, per un percorso totale di 200 km. Fu vinta dal francese Patrice Esnault, al traguardo con il tempo di 5h20'17" alla media di 37,467 km/h.

## Ordine d'arrivo (Top 10)
| Pos. | Corridore            | Squadra        | Tempo    |
| ---- | -------------------- | -------------- | -------- |
| 1    | Patrice Esnault      | Chazal         | 5h20'17" |
| 2    | Maximilian Sciandri  | Motorola       | a 1'17"  |
| 3    | Luc Leblanc          | Castorama      | s.t.     |
| 4    | Atle Kvålsvoll       | Z              |          |
| 5    | Frank Van Den Abeele | Lotto          |          |
| 6    | Marc Madiot          | Telekom-Merckx |          |
| 7    | Fabian Jeker         | Helvetia       |          |
| 8    | Patrick Evenepoel    | Collstrop      |          |
| 9    | Marc Bouillon        | Collstrop      |          |
| 10   | Steve Bauer          | Lotto          |          |